# 超自然之戀
《超自然之戀》（英語：Larger Than Life）是於2021年「法國五月藝術節」上演的法國當代輕喜劇，翻譯及改編自2001年法國舞台劇作品《Plus Vraie que Nature》。由康樂及文化事務署主辦、鄧樹榮導演執導、「鄧樹榮戲劇工作室」製作，並由黃智雯、葉榮煌、王耀祖主演。

## 故事大綱
兩個男人老友鬼鬼：François早已成家立室，Julien晚晚燈紅酒綠卻深感空虛。Julien四十歲生日，François送他一個美女機械人Chloé，讓他親手設計夢中情人，他出乎意料地在她身上找到期盼以久的愛情。一切都很美好，直至有一天，她提出想要一個孩子……
曾留學巴黎的鄧樹榮導演，在法國五月帶來這部浪漫幽默的法國當代輕喜劇。知名藝人黃智雯飾演美女機械人，聯同資深演員葉榮煌和王耀祖，上演一段超越自然的愛情故事。在人工智能愈趨成熟的今天，人類與機械的交流所產生的意義絕對是超乎想像。

## 演員表
| 演員   | 角色     | 簡介                                                                         |
| 黃智雯 | Chloé    | 美女機人 François送給Julien的40歲生日禮物 與Julien發展一段超越自然的愛情故事 |
| 葉榮煌 | Julien   | 40歲花花公子卻深感空虛 François之好友 與機械人Chloé發展一段超越自然的愛情故事  |
| 王耀祖 | François | Julien之好友 已成家立室、Suzie之丈夫                                         |

## 記事
- 2021年2月3日：此舞台劇首日排練。
- 2021年4月1日：此舞台劇門票於城市售票網公開發售。

## 獎項及提名

### 第三十屆香港舞台劇獎[2]
| 年份   | 獎項                      | 提名單位 | 結果 |
| 2022年 | 最佳女主角 （喜劇／鬧劇） | 黃智雯   | 提名 |

## 外部連結
- .   [2021-03-31]. （原始内容存档于2021-04-02）.